# Томислав Симовић
Томислав Симовић (1933) је генерал-потпуковник ЈНА у пензији и независни политичар. Обављао је дужност министра одбране Србије од 31. јула 1991. до 23. децембра 1991. године.
Симовић је служио као каријерни официр у Југословенској народној армији, стекавши чин генерал-потпуковника. Командовао је Трећим војним рејоном ЈНА са седиштем у Скопљу, СР Македонија, пре него што је заменио команданта Миодрага Јокића на месту министра одбране Србије у Влади Драгутина Зеленовића. Током свог мандата, Симовић је наводно био укључен у подршку српским паравојним снагама и састављањем нацрта закона за формирање Војске Србије.
Симовић је збачен са функције након пада Владе Драгутина Зеленовића крајем 1991. године, а пензионисан је са активне војне дужности 1992. године. Симовић је 1993. године био суоснивач Удружења војних пензионера Србије и био први председник организације од 1993. до 1995. године.